# Phare de l'île de Ons
Le phare de l'Île de Ons est un phare situé sur l'île de Ons, appartenant au territoire de la comarque commune de Bueu, dans la province de Pontevedra (Galice en Espagne).
Il est géré par l'autorité portuaire de Marín .

## Histoire
Le premier phare a été mis en service en 1865 sur le plus haut point de l'île de Ons, au centre de l'île. C'était un phare de 5e ordre, avec un feu blanc fixe à scintillement visible jusqu'à 17
milles (environ 31 km). Il fut d'abord alimenté à l"huile d'olive puis au pétrole. En 1902, il fut décidé qu'il devrait avoir une plus grande portée avec un groupe d'éclats blancs et fut doté, en 1904, d'une nouvelle installation. Comme ce fut jugé encore insuffisant, la solution fut de construire un nouveau phare sur la même zone.
Le phare actuel a été mis en service en 1926. C'est une tour octogonale en pierre de 12 m de haut, avec galerie et lanterne, attenante à l'arrière d'une maison de gardien d'un étage, peint en blanc avec des pierres apparentes. Le dôme de la lanterne est gris métallique et le toit est en tuile rouge. Il est doté d'une optique tournante avec lentille de Fresnel de 1er ordre, offrant un groupe de 4 éclats blancs toutes les 24 secondes à une hauteur focale de 127 m et visible jusqu'à 46 km.
L'île d'Ons forme une barrière naturelle allongée et étroite de falaises abruptes, à 8 km à l'ouest de la Ría de Pontevedra. Elle fait partie, depuis 2002, avec d'autres îles environnantes, du Parc national des Îles Atlantiques de Galice. L'île est accessible, au moins en été, par le ferry à passagers de Sanxenxo.
Identifiant : ARLHS : SPA154 ; ES-04520 - Amirauté : D1847.3 - NGA : 2832.
|            |
| Île de Ons |

### Lien connexe
- Liste des phares d'Espagne